# ریتا میل‌یو
ریتا میل‌یو (انگلیسی: Rita Miljo; ۱۸ فوریهٔ ۱۹۳۱ – ۲۷ ژوئیهٔ ۲۰۱۲)
ریتا میلیو (née نویمن؛ ۱۸ فوریه ۱۹۳۱ – ۲۷ ژوئیه ۲۰۱۲) یک پیشگام جنبش حفاظت و حقوق حیوانات اهل آلمان و ساکن آفریقای جنوبی بود که به دلیل تأسیس و مدیریت «مرکز توان‌بخشی و آموزش حیوانات» (CARE) در نزدیکی فالابوروا در آفریقای جنوبی شناخته شده است. او در پروس خاوری کمی پیش از آغاز جنگ جهانی دوم متولد شد و از همان کودکی آرزو داشت که دامپزشک شود. با شروع جنگ، به شاخه دختران جوانان هیتلری پیوست، اما پس از آنکه پدرش دیگر از نازیسم حمایت نکرد، او نیز از این سازمان خارج شد. پس از مدتی کوتاه در دانشگاه و تحصیل در رشته روان‌شناسی، به کار در یک کارخانه و سپس در باغ‌وحش هاگن‌بک پرداخت.
زمانی که نامزدش به ژوهانسبورگ نقل مکان کرد، نویمن نیز به دنبال او رفت و با وی ازدواج کرد. میلیو در ابتدا در یک دفتر کار می‌کرد، اما آخر هفته‌های خود را صرف مطالعه حیوانات در پارک ملی کروگر می‌کرد. در سال ۱۹۶۳، او یک قطعه زمین ۵۰ جریبی در استان لیمپوپو در حاشیه رودخانه اولیفانتس (لیمپوپو) خرید. در سال ۱۹۸۰، او یک بابون ماده یتیم را نجات داد و مصمم شد که پناهگاهی برای حیوانات وحشی در ملک خود تأسیس کند. در سال ۱۹۸۹، او مرکز CARE را تأسیس کرد و سیستمی برای توان‌بخشی حیوانات آسیب‌دیده و یتیم توسعه داد تا بتوانند دوباره به طبیعت بازگردند. به دلیل نداشتن آموزش رسمی، کار او در ابتدا با شک و تردید دانشمندان روبرو شد، اما بعدها به عنوان یک متخصص در مراقبت از بابون‌ها شناخته شد. میلیو در سال ۲۰۱۲ در جریان آتش‌سوزی در محل CARE درگذشت. زندگی و کار او در چندین فیلم، برنامه تلویزیونی و یک کتاب گرامی داشته شده است.

## اوایل زندگی و تحصیلات
ریتا نویمن در ۱۸ فوریه ۱۹۳۱ در لیزبارک وارمینگسکی، روستایی کوچک در پروس خاوری نزدیک کونیگسبرگ، آلمان، که امروزه کالینینگراد در روسیه نامیده می‌شود، متولد شد. او در یک خانواده طبقه متوسط به همراه برادرش بزرگ شد و رؤیای تبدیل شدن به یک دامپزشک را در سر داشت. مادرش سختگیر و بیش از حد محافظه‌کار بود و محدودیت‌های زیادی در فعالیت‌های نویمن ایجاد می‌کرد. در هشت‌سالگی، او به اتحادیه دختران آلمان (شاخه دختران جوانان هیتلری) پیوست و از شرکت در رقابت‌های ورزشی لذت می‌برد. در کمتر از یک سال، او به یکی از رهبران این سازمان تبدیل شد و به جوان‌ترین رهبر استانی بدل گشت. پدرش به ارتش پیوست، اما پس از تهاجم آلمان به لهستان دیگر از نازیسم حمایت نکرد و نویمن نیز دیگر در فعالیت‌های جوانان هیتلری شرکت نکرد. او بعدها دربارهٔ نازیسم گفت که «جوان و ساده‌لوح» بوده و بعداً متوجه شد که «کاملاً در جنونی که بر ما تحمیل شده بود غرق شده‌ایم».
پس از پایان جنگ در سال ۱۹۴۵، خانواده او برای یافتن کار و مدرسه به بایرن نقل مکان کردند. در نهایت، آنها در هامبورگ ساکن شدند، جایی که پدرش در یک شغل دولتی استخدام شد و نویمن در دبیرستان دخترانه Kloster Schule به تحصیل پرداخت. او در سال ۱۹۴۹ تحصیلات خود را به پایان رساند، اما سیاست دولت آلمان غربی پس از جنگ که پذیرش دانشگاهی را به کهنه‌سربازان جنگی اولویت می‌داد، مانع از ورود او به دانشکده دامپزشکی شد. او در رشته روان‌شناسی ثبت‌نام کرد، اما از تحصیل در این رشته لذت نبرد و زمانی که مادرش مبتلا به سرطان شد، تحصیلات خود را رها کرد. پس از مرگ مادرش در سال ۱۹۵۱، نویمن در یک کارخانه مشغول به کار شد و برادر کوچک‌ترش، پیتر، را نزد خود آورد.

## حرفه

### اوایل کار (۱۹۵۱–۱۹۸۹)

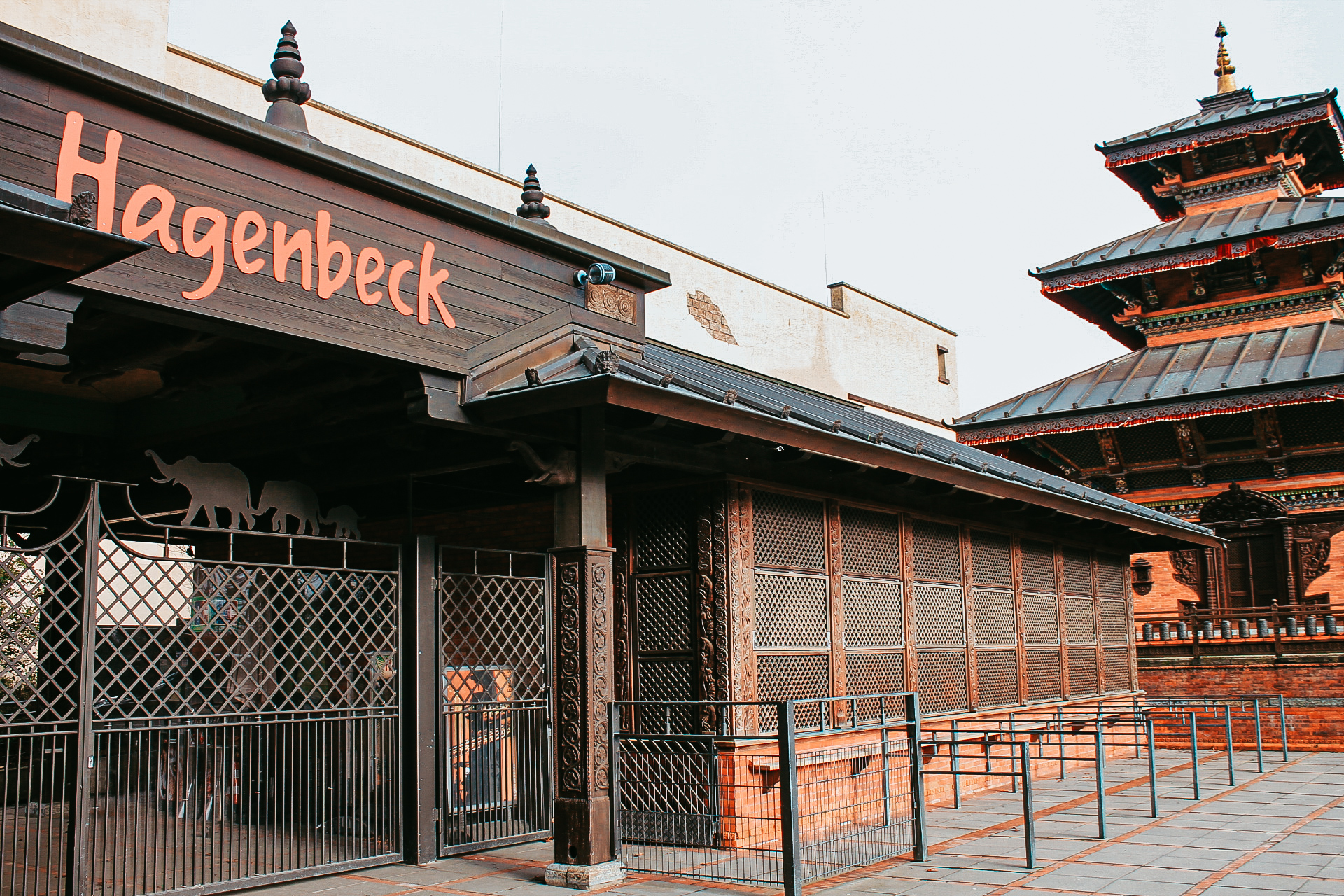
باغ‌وحش هاگن‌بک، هامبورگ

پس از ازدواج مجدد پدرش، پیتر به خانه بازگشت و نویمن در باغ‌وحش هاگن‌بک مشغول به کار شد و از پریمات‌ها مراقبت می‌کرد. در ۱۹ سالگی، او با لوتار سیمون آشنا شد که در دانشگاه فنی برلین در رشته مهندسی معدن تحصیل می‌کرد. سیمون پس از فارغ‌التحصیلی در سال ۱۹۵۳ در آفریقای جنوبی شغلی یافت و نویمن به امید کار با حیوانات، تصمیم به مهاجرت گرفت. آنها در فوریه ۱۹۵۴ ازدواج کردند. سیمون در معادن طلا فعالیت داشت و بسیار موفق شد، که به نویمن آزادی بیشتری برای ماجراجویی داد.
در دهه ۱۹۶۰، نویمن که حالا میلیو نام داشت، شروع به کاوش در پارک ملی کروگر کرد. او با یک پرنده‌شناس آشنا شد و در ثبت و ضبط صدای پرندگان به او کمک کرد. در سال ۱۹۶۳، میلیو زمینی در کنار رودخانه اولیفانتس (لیمپوپو) خرید. او ابتدا در چادر اقامت داشت و سپس یک کلبه یک‌اتاقه ساخت و دخترش کارین را نیز با خود می‌آورد. در سال ۱۹۷۲، همسر و دخترش در سقوط یک هواگرد سبک کشته شدند.
در سال ۱۹۸۰، میلیو یک بابون یتیم را نجات داد و به راه‌اندازی مرکزی برای مراقبت از بابون‌ها پرداخت که بعدها CARE نام گرفت.

### تأسیس CARE (۱۹۸۹–۱۹۹۴)

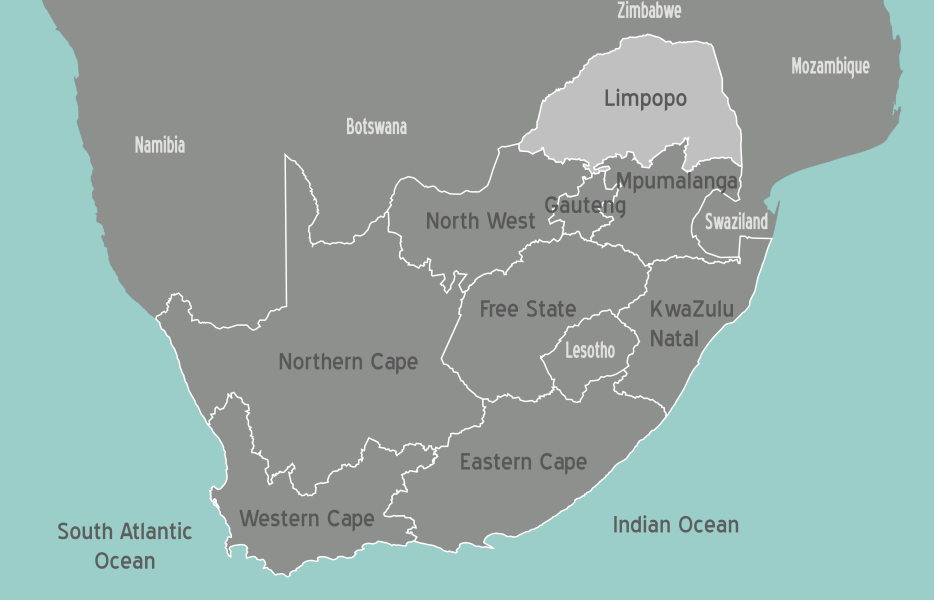
استان لیمپوپو، آفریقای جنوبی

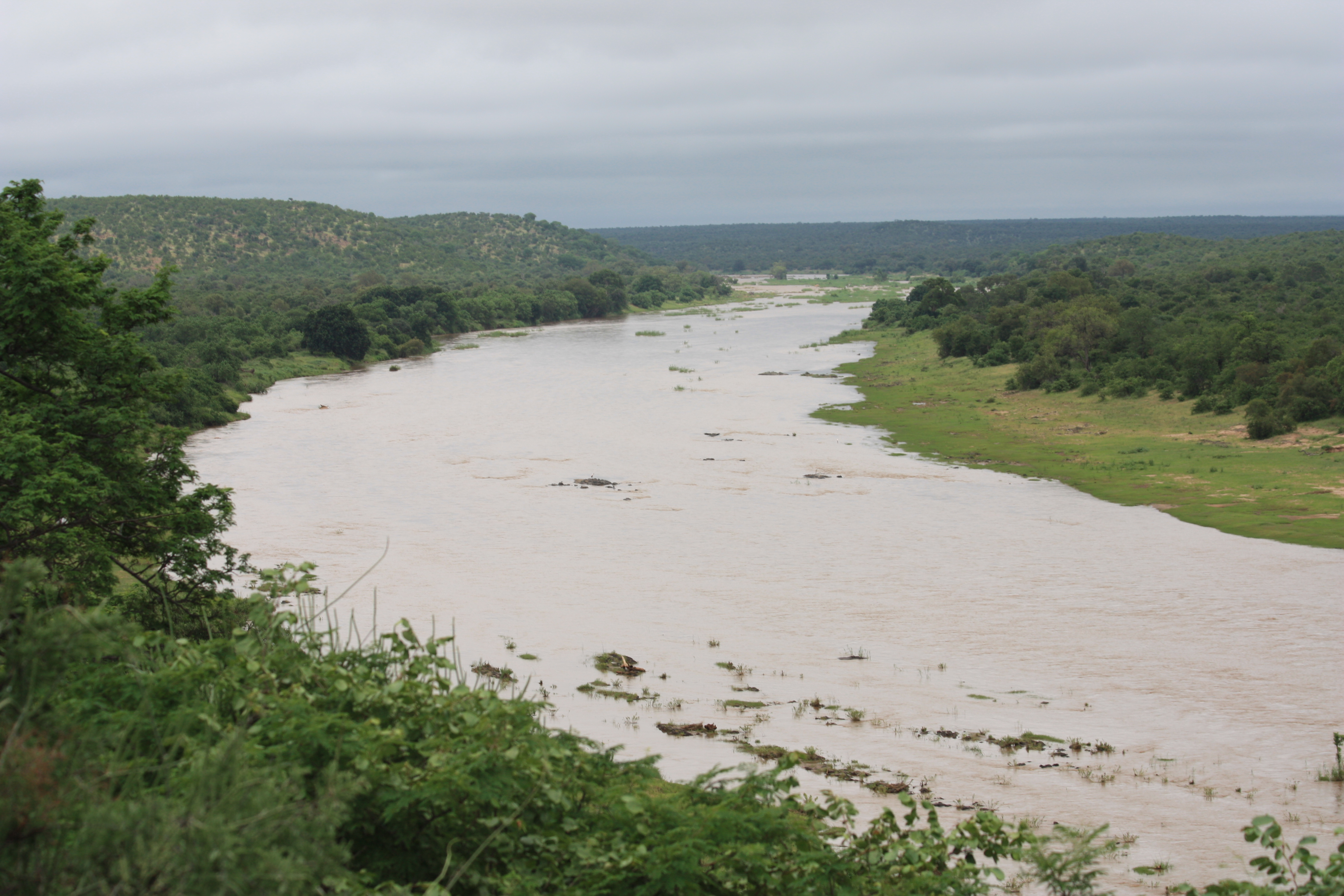
رودخانه اولیفانتس

با وجود نداشتن آموزش علمی رسمی در زمینه نجات حیوانات، روحیه انسان‌دوستانه میلیو او را به کمک به حیوانات ترغیب کرد. ایده‌های او از کارهای داین فوسی با گوریلها در رواندا، بیروته گلدیکاس با اورانگوتانها در کالیمانتان و جین گودال با شامپانزه معمولیها در تانزانیا الهام گرفته شده بود. او شروع به نجات طیف وسیعی از حیوانات کوچک آسیب‌دیده یا یتیم مانند گرازهای وحشی، تشی‌ها، خزندگان و پرندگان مختلف کرد. تا سال ۱۹۸۹، زمانی که «مرکز توان‌بخشی و آموزش حیوانات» (CARE) به‌طور رسمی تأسیس شد، میلیو تمرکز خود را بر نجات بابون‌ها قرار داد، اما همچنان به پذیرش هر حیوان زخمی یا رهاشده ادامه داد. در نتیجه، پناهگاهی که او ایجاد کرد، میزبان کل بیشهها، تمساحها، بزمجهها، کل آب‌دوستها، گاومیشها، اسب آبی و میرکتها بود که همگی توسط میلیو نجات یافته بودند.
هدف CARE پرستاری از بابون‌های یتیم و زخمی و هم‌زمان پیشگامی در روش‌های بازگرداندن گروه‌های بابون‌های بهبودیافته به زیستگاه طبیعی‌شان بود. پیش از تأسیس این پناهگاه توسط میلیو، هیچ مرکزی در آفریقای جنوبی برای توان‌بخشی این یتیمان وجود نداشت. هنگامی که او دربارهٔ اجتماعی بودن بابون‌ها صحبت می‌کرد، دانشمندان او را به انسان‌انگاری متهم کردند. بسیاری از حیواناتی که تحت مراقبت او قرار گرفتند، در تصادفات جاده‌ای، شکار، یا درگیری با کشاورزان و ساکنان حومه‌ای که در زیستگاه‌های طبیعی‌شان مداخله کرده بودند، زخمی یا یتیم شده بودند. در برهه‌ای از زمان، قوانین مربوط به آفات به کشاورزان برای هر پوست سر بابون پول پرداخت می‌کرد و به آن‌ها اجازه می‌داد بابون‌ها را با سم یا اسلحه از بین ببرند. کشاورزان باشگاه‌هایی تشکیل دادند تا حتی در منطقه حفاظت‌شده میلیو نیز به شکار بابون‌ها بپردازند. میلیو بارها به دلیل جابه‌جایی و نگهداری حیوانات بدون مجوز مناسب تحت تعقیب قانونی قرار گرفت و از نظر قانونی موظف شد هزینه گلوله‌هایی را که شکارچیان برای کشتن بابون‌ها در منطقه او استفاده کرده بودند، جبران کند.
میلیو یک پروتکل برای پرورش دستی بابون‌های یتیم توسعه داد که ابتدا شامل قرار دادن آن‌ها نزد یک مادر جانشین انسانی بود. نوزادان با شیشه شیر تغذیه می‌شدند و به‌طور مداوم در تماس با سرپرست خود بودند، در حالی که با یک آغوشی نوزاد حمل شده و در تمام ساعات شبانه‌روز همراهی می‌شدند. با بالغ شدن نوزادان، آن‌ها به تدریج به سایر نوزادان و سرپرستان‌شان معرفی شده و سرانجام، پس از از شیر گرفتن در حدود شش تا دوازده ماهگی، به یک گروه بابون ملحق می‌شدند. پس از حدود چهار سال آشنایی با گروه و یادگیری نحوه جستجوی غذا، این گروه‌ها برای بازگردانی به طبیعت ارزیابی می‌شدند. اولین گروه ده‌تایی از بابون‌هایی که در سال ۱۹۹۴ به طبیعت بازگردانده شدند، بسیاری از نخستی‌شناسان حرفه‌ای را که نسبت به این روش تردید داشتند، شگفت‌زده کرد. خبرنگار جولی هاید میو اظهار داشت که میلیو «اولین فردی بود که حیوانات وحشی اجتماعی را با موفقیت پرورش داده و دوباره به طبیعت بازگرداند.» در نخستین سالگرد این رهاسازی، ناظران گزارش دادند که هفتاد درصد از بابون‌های پرورش‌یافته زنده مانده‌اند.